# Къртис Чен
Къртис Чен (на английски: Curtis C. Chen) е американски писател на произведения в жанра научна фантастика.

## Биография и творчество
Къртис Чен е роден през 1974 г. в Тайван. Израства в САЩ. Дядо му е собственик на книжарница и той има възможност да чете много. Работи като софтуерен инженер в Силициевата долина като проектира игри пъзели.
Завършва семинарите на „Clarion West“ (при Джон Кроули) и „Viable Paradise Writers“ (при Джон Скалзи). В периода 2008-2013 г. публикува всеки петък кратка история в блога си „512 думи или по-малко“. По-късно част от тях са публикувани в сборника „Thursday's Children“. Първият му разказ „Somebody's Daughter“ е публикуван през 2014 г.
Първият му роман, научнофантастичният шпионски трилър „Междинна станция „Кенгуру“ от поредицата „Кенгуру“, е публикуван през 2016 г. Главният герой Кенгуру е обучен и опитен шпионин, разполагащ с най-авангардни технологии и с единствения можещ да отвори портал към една празна, привидно безкрайна паралелна вселена. Щедрият на смешки агент е изправен пред най-тежката си мисия: ваканционен круиз до Марс. Романът е номиниран за наградата „Локус“.
Продължението на романа „Kangaroo Too“ изпраща шпионина Кенгуру на Луната, за да се изправи пред дълго заровени тайни.
Къртис Чен живее със семейството си във Ванкувър.

## Произведения

### Серия „Кенгуру“ (Kangaroo)
1. Waypoint Kangaroo (2016)
Междинна станция „Кенгуру“, изд.: ИК „Бард“, София (2018), прев. Владимир Зарков
2. Kangaroo Too (2017)

### Разкази
- Somebody's Daughter (2014)
- Making Waves (2014)
- Zugzwang (2014)
- It's Machine Code (2015)
- Ten Days Up (2015)
- Laddie Come Home (2015)
- Like a Ghost I'm Gonna Haunt You (2016)